# Samuel D. Warren
Samuel Dennis Warren (1852 – 18 de fevereiro de 1910), também Samuel Dennis Warren II, foi um advogado norte-americano.

## Biografia
Samuel Dennis Warren II nasceu em 1852. Era homônimo de seu pai, conhecido como S. D. Warren, fundador das Fábricas de Papel Cumberland , no Maine. Ele se formou na universidade de Harvard em 1875, e se formou da Escola de Direito de Harvard, em 1877, como o segundo melhor aluno de sua turma, atrás do seu amigo Louis Brandeis, quem mais tarde se tornaria Juiz da Suprema Corte dos Estados Unidos. Warren era editor da revista Harvard Crimson. Warren e Brandeis fundaram o destacado escritório de advocacia de Boston, Nutter McClennen & Fish em 1879. No final de 1890, publicou seu famoso artigo de opinião jurídica, "O Direito à Privacidade", na Harvard Law Review. O artigo é considerado "um dos mais influentes discursos da história do direito norte-Americano" e é amplamente considerado a primeira publicação nos Estados Unidos em defesa do direito à privacidade, a articulação de um "direito à ser deixado em paz". Brandeis, mais tarde, reconheceu que a ideia para o artigo teve origem com a "profunda oposição de Warren às invasões sociais e de privacidade" por parte da imprensa.
Em 1899, ele deixou o direito para supervisionar o negócio de papel da família. Ele administrava um fundo financeiro da família, estabelecido em Maio de 1889, com a assistência jurídica de Brandeis para beneficiar a viúva de seu pai e seus cinco filhos. Em 1906, os irmãos de Warren acusaram Brandeis de estruturar o fundo para o beneficiar Samuel, à custo de seus irmãos. A disputa terminou com o suicídio de Samuel em 1910. O caso do fundo financeiro de Warren tornou-se um ponto de discórdia durante as audiências de 1916 no Senado para a confirmação de Brandeis ao Supremo Tribunal, e continua a ser importante como demonstração de sua ética e responsabilidade profissional.
Warren serviu de 1902 a 1906 como presidente do conselho de curadores do Museu de Belas Artes de Boston.
Em 1883, casou-se com Mabel Bayard, filha de Thomas F. Bayard, Senador de Delaware, de 1869 a 1885. Eles tiveram seis filhos.
Suicidou-se em Dedham, Massachusetts, no dia 18 de fevereiro de 1910. Sua família disfarçou seu suicídio e a data de sua morte. O New York Times relatou que ele morreu de apoplexia, no dia 20 de fevereiro.